# Zoran Tegeltija
Zoran Tegeltija (ur. 29 września 1961 w Sarajewie) – bośniacki polityk i ekonomista narodowości serbskiej.
Szkołę podstawową i średnią ukończył w mieście Mrkonjić Grad. Absolwent ekonomii na uniwersytecie w Sarajewie (magisterium w 2004, doktorat w 2007). W latach 2000–2002 deputowany do parlamentu Republiki Serbskiej. Wybierany na burmistrza okręgu Mrkonjić Grad w 2002 i 2008. Pełnił funkcję ministra finansów Republiki Serbskiej w rządach Aleksandra Džombića i Željki Cvijanović (2010–2018). Od 5 grudnia 2019 do 25 stycznia 2023 pełnił funkcję premiera Bośni i Hercegowiny. 25 stycznia 2023 objął stanowisko ministra finansów i skarbu oraz wicepremiera BiH.